# Абреу, Таманьини ди
Фернандо Таманьини ди Абреу и Силва (порт. Fernando Tamagnini de Abreu e Silva; 13 мая 1856, Томар, Королевство Португалия —  24 ноября 1924, Лиссабон, Португалия) —  португальский военный деятель, командир португальского экспедиционного корпуса во время Первой мировой войны (до июля 1918 года). 

## Биография
2 июня 1873 года записался добровольцем в армию во 2-й кавалерийский полк. В 1891 году он стал директором полковой школы, а через два года поступил на службу в муниципальную гвардию Лиссабона. В 1914 году был назначен в Генеральный штаб и инспектором кавалерийской дивизии, а в 1915 году — исполняющим обязанности командира кавалерийской бригады.

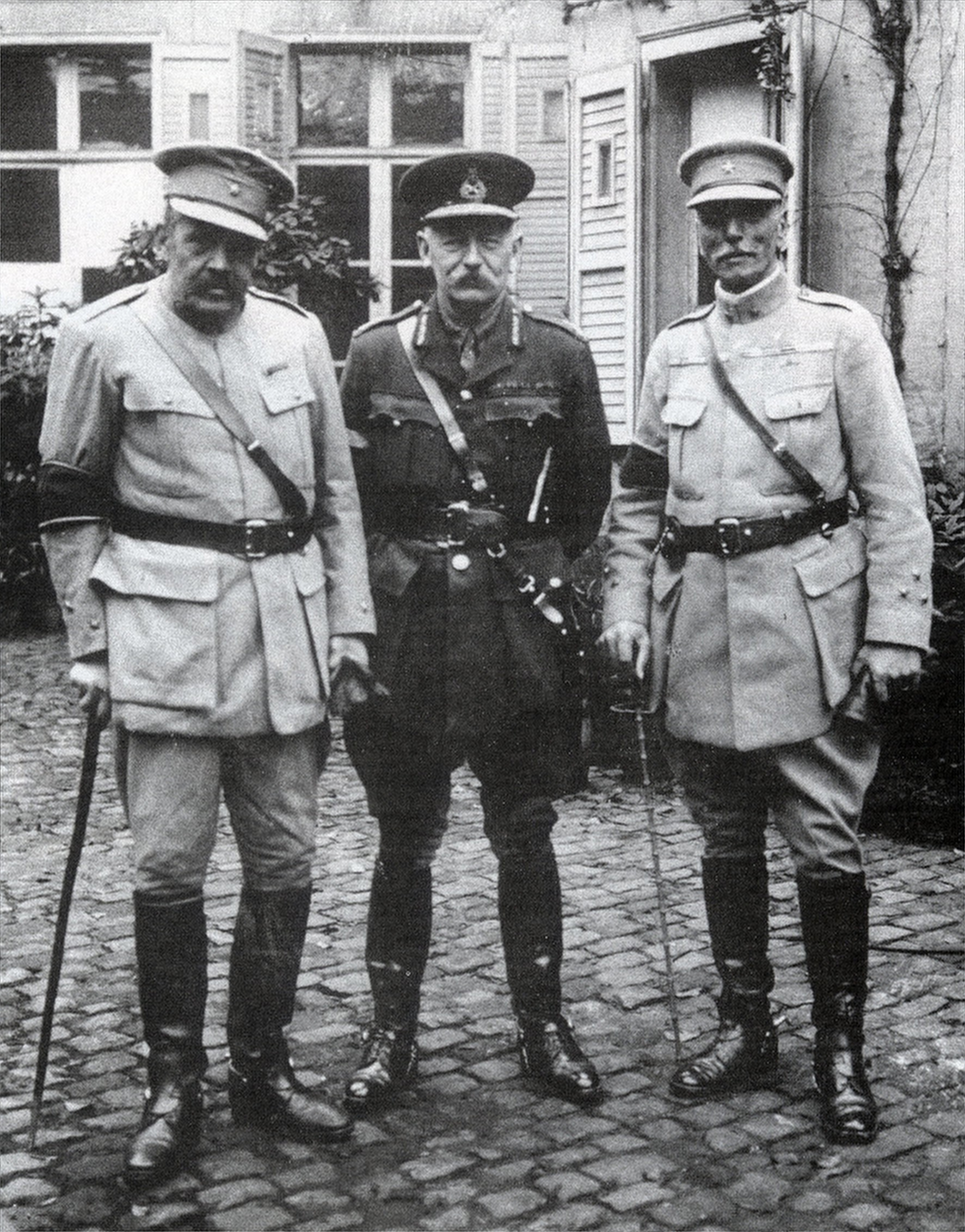
Генерал Таманьини (слева) вместе с генералами Ричардом Хэкингом и Гомешом да Кошта.

После повышения в звании генерала он был назначен командиром Инструкторской дивизии, мобилизованной в Танкосе, а затем стал командующим португальского экспедиционного корпуса, солдаты которого в составе британской армии сражались во Фландрии в Первой мировой войне. После катастрофы в ходе Битвы на Лисе 25 августа 1918 года был заменен генералом Гарсия Росадо.
Он также был командиром 5-й армейской дивизии и председателем Верховного военного суда.
Умер 24 ноября 1924 года в Лиссабоне.